# Marcão (labdarúgó, 1996)
Marcos do Nascimento Teixeira (becenevén: Marcão, Londrina, 1996. június 5. –) brazil labdarúgó, a Sevilla hátvédje.

## Pályafutása

### Klubcsapatokban
Marcão a brazíliai Londrina városában született. Az ifjúsági pályafutását az Avaí csapatában kezdte, majd az Athletico Paranaense akadémiájánál folytatta.
2015 és 2018 között az Athletico Paranaense igazolt labdarúgója volt; sokszor szerepelt kölcsönben, 2015-ben a Guaratinguetá, 2016-ban a Ferroviária, 2017-ben pedig az Atlético Goianiense csapatában futballozott. A 2017–2018-as idényben a portugál élvonalbeli Rio Ave csapatában futballozott kölcsönben. 2018-ban végleg Portugáliába szerződött, amikor a szintén élvonalbeli Chaves labdarúgója lett. 2019 januárjában szerződtette őt a török élvonalbeli Galatasaray csapata, amellyel első idényében török bajnok, kupa-, és szuperkupagyőztes lett; a Galatasaray csapatában 2019 és 2022 között több mint száz élvonalbeli mérkőzésen lépett pályára. 2022 júliusában szerződtette őt a Sevilla csapata, amellyel első idényében Európa-liga győztes lett.

## Sikerei, díjai
- Galatasaray
  - Török bajnokság: 2018–19
  - Török kupa: 2018–19
  - Török szuperkupa: 2019
- Sevilla
  - Európa-liga: 2022–23[2]